# Producte escalar
En les matemàtiques, un producte escalar —també conegut com a producte interior o punt— és una operació algebraica entre dos vectors que resulta en un escalar. Aquesta operació permet treballar i estendre les nocions de la geometria euclidiana com ara la norma, l'angle o la distància en espais vectorials de dimensió més gran que tres o sobre el cos del complexos.

## Definició del producte escalar
Sigui {\displaystyle E} un espai vectorial real. Un producte escalar a {\displaystyle E} és una forma bilineal simètrica:
| {\displaystyle <\,\ >:E\times E\longrightarrow \mathbb {R} \,} |

definida positiva. És a dir, que compleix
| {\displaystyle <u,u>\ \geq 0,\forall u\in \mathbb {E} } |
| {\displaystyle <u,u>\ =0\Leftrightarrow u={\vec {0}}}   |

Si {\displaystyle E} és un espai vectorial complex, un producte escalar és una forma sesquilineal hermítica:
| {\displaystyle <\,\ >:E\times E\longrightarrow \mathbb {C} \,} |

definida positiva.

El conjunt format per un espai vectorial i un producte escalar determina una estructura algebraica anomenada espai euclidià. Cal notar que diferents productes escalars sobre un mateix espai vectorial determinen diferents espais euclidians i que conceptes com ara l'angle, la norma euclidiana o la distància depenen del producte escalar definit.

## Producte escalar usual o canònic a ℝn
Un producte escalar especialment important pel seu ús a la Física i a la Geometria euclidiana és l'anomenat producte escalar usual o canònic sobre l'espai vectorial {\displaystyle R^{n}}.

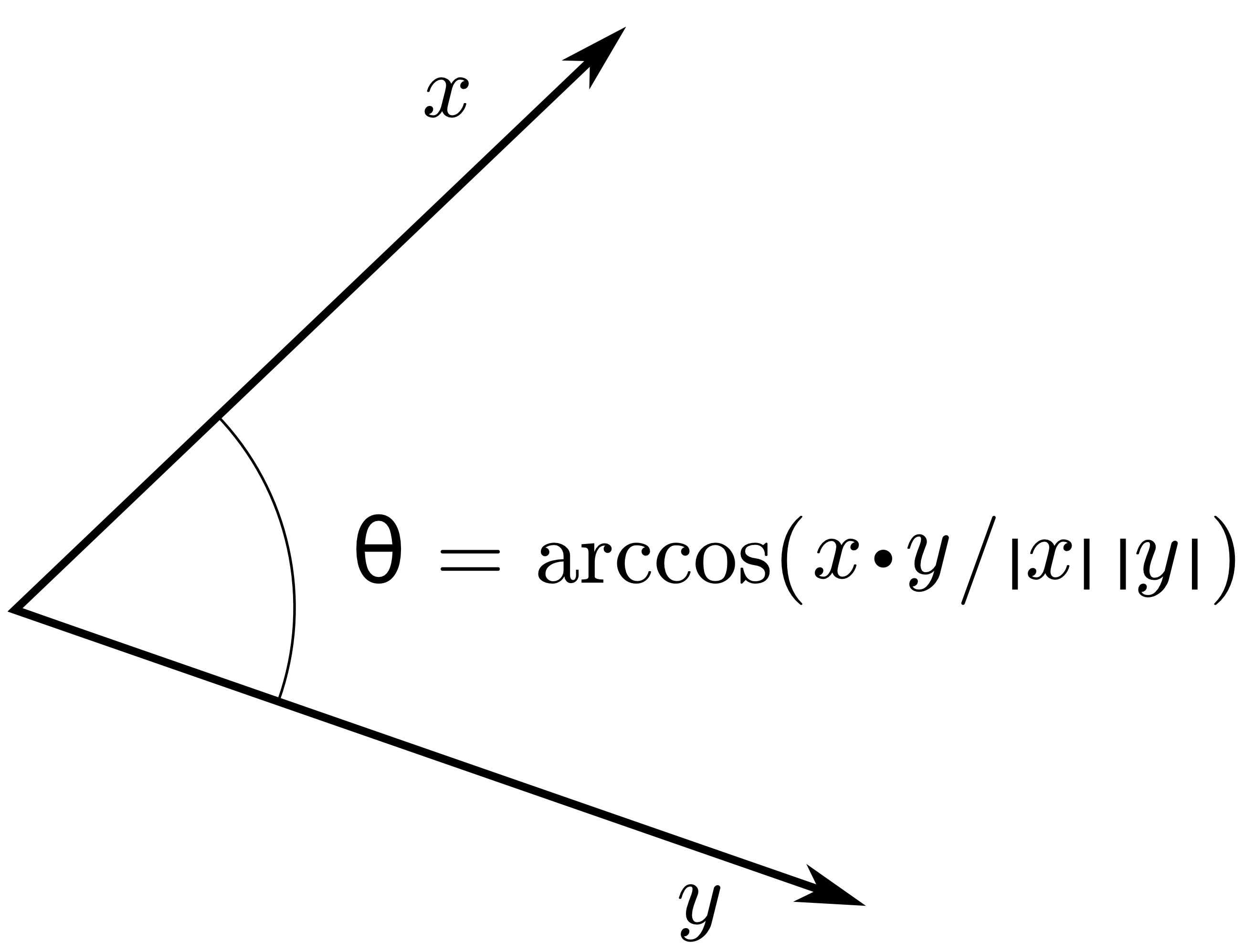
θ és l'angle entre els dos vectors

El producte escalar de dos vectors {\displaystyle {\vec {A}}} i {\displaystyle {\vec {B}}} pertanyents a {\displaystyle R^{n}} és un escalar en ℝ definit com:
{\displaystyle {\vec {A}}\cdot {\vec {B}}=|{\vec {A}}||{\vec {B}}|\cos \theta }

On θ és l'angle no orientat entre els dos vectors i {\displaystyle |{\vec {A}}|} i {\displaystyle |{\vec {B}}|} són els mòduls dels vectors.
La notació habitual és el punt {\displaystyle \cdot } per distingir-lo de l'aspa o el circumflex que s'usen per al producte vectorial de dos vectors.
En el cas que els vectors estiguin expressats com a coordenades en una base ortonormal això és, ortogonal i unitària (és a dir, base amb vectors de mòdul = 1 i que són perpendiculars entres si), el producte escalar també pot calcular-se a partir de dites coordenades com:
{\displaystyle {\vec {A}}\cdot {\vec {B}}=[a_{1},a_{2},a_{3}]\cdot [b_{1},b_{2},b_{3}]=a_{1}b_{1}+a_{2}b_{2}+a_{3}b_{3}}

Per exemple, el producte escalar de dos vectors en {\displaystyle \mathbb {R} ^{3}} [1, 4, -3] i [2, −1, -2] és:
{\displaystyle {\begin{bmatrix}1&4&-3\end{bmatrix}}\cdot {\begin{bmatrix}2&-1&-2\end{bmatrix}}=(1)(2)+(4)(-1)+(-3)(-2)=4.}

Usant el producte matricial i tractant els vectors columna com matrius n×1, el producte escalar es pot escriure com:
{\displaystyle \mathbf {A} \cdot \mathbf {B} =\mathbf {A} ^{T}\mathbf {B} \,}

on AT denota la transposada de la matriu A.
Usant l'exemple anterior, això resultaria en una matriu 1×3 (vector fila) multiplicat per un vector 3×1 (que com a multiplicació de matrius resultaria en una matriu 1×1, és a dir un escalar):
{\displaystyle {\begin{bmatrix}1&4&-3\end{bmatrix}}{\begin{bmatrix}2\\-1\\-2\end{bmatrix}}={\begin{bmatrix}4\end{bmatrix}}.}
Més generalment, el producte escalar de dos vectors de {\displaystyle n} dimensions {\displaystyle \mathbf {a} =[a_{1},a_{2},\cdots ,a_{n}]} i {\displaystyle \mathbf {b} =[b_{1},b_{2},\cdots ,b_{n}]}, especificat en termes d'una base ortonormal, és definit com:
{\displaystyle \mathbf {a} \cdot \mathbf {b} =\sum _{i=1}^{n}a_{i}b_{i}=a_{1}b_{1}+a_{2}b_{2}+\cdots +a_{n}b_{n}}
on {\displaystyle \Sigma } denotea el sumatori i {\displaystyle n} és la dimensió de l'espai vectorial.

### Interpretació geomètrica

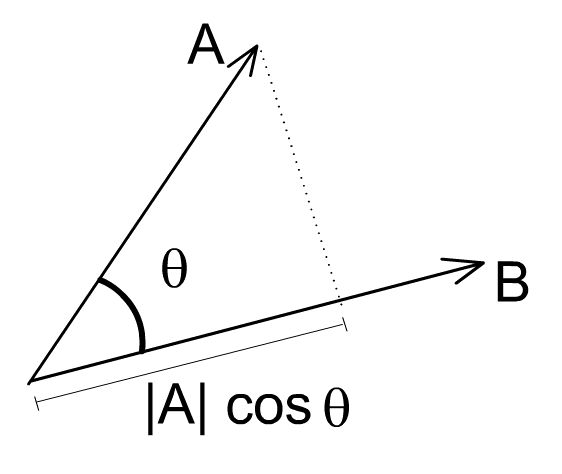
•cos(θ) és la projecció escalar de sobre

A l'espai euclidià hi ha una forta relació entre el producte escalar, les longituds dels vectors i l'angle que formen.
De l'equació abans esmentada:
{\displaystyle {\vec {A}}\cdot {\vec {B}}=|{\vec {A}}||{\vec {B}}|\cos \theta }
es deriva que l'angle entre els dos vectors és:
{\displaystyle \theta =\arccos \left({\frac {{\vec {A}}\cdot {\vec {B}}}{|{\vec {A}}|\cdot |{\vec {B}}|}}\right)}

Com cos 90° = 0, si els vectors són ortogonals, el seu producte escalar és nul.
El mòdul d'un vector es pot trobar com:
{\displaystyle |{\vec {A}}|={\sqrt {{\vec {A}}\cdot {\vec {A}}}}}

El mòdul correspon a la longitud del vector.
Com {\displaystyle |{\vec {A}}|\cos \theta } és la projecció escalar del vector {\displaystyle {\vec {A}}} sobre el vector {\displaystyle {\vec {B}}}, el producte escalar es pot entendre com el producte d'aquesta projecció per la longitud de {\displaystyle {\vec {B}}}.

### Propietats
El producte escalar compleix les següents propietats si {\displaystyle \mathbf {a} }, {\displaystyle \mathbf {b} }, i {\displaystyle \mathbf {c} } són vectors reals i {\displaystyle r}, {\displaystyle c_{1}} i {\displaystyle c_{2}} són escalars.
- Commutativa:

{\displaystyle {\vec {A}}\cdot {\vec {B}}={\vec {B}}\cdot {\vec {A}}}
que és una conseqüència de la definició ({\displaystyle \theta } és l'angle entre {\displaystyle \mathbf {a} } i {\displaystyle \mathbf {b} }):
{\displaystyle \mathbf {a} \cdot \mathbf {b} =\left\|\mathbf {a} \right\|\left\|\mathbf {b} \right\|\cos \theta =\left\|\mathbf {b} \right\|\left\|\mathbf {a} \right\|\cos \theta =\mathbf {b} \cdot \mathbf {a} .}
- Distributiva:

{\displaystyle {\vec {A}}\cdot ({\vec {B}}+{\vec {C}})={\vec {A}}\cdot {\vec {B}}+{\vec {A}}\cdot {\vec {C}}}
- Associativa:

La propietat associativa no té sentit pel producte escalar perquè l'operació {\displaystyle ({\vec {A}}\cdot {\vec {B}})\cdot {\vec {C}}} és indefinida, ja que {\displaystyle ({\vec {A}}\cdot {\vec {B}})} és un escalar.
Malgrat tot, el producte escalar té la següent propietat:
{\displaystyle m({\vec {A}}\cdot {\vec {B}})=(m{\vec {A}})\cdot {\vec {B}}={\vec {A}}\cdot (m{\vec {B}})}
on m és un escalar.
El producte escalar és invariant a rotacions dels vectors.
- Multiplicació escalar:

{\displaystyle (c_{1}\mathbf {a} )\cdot (c_{2}\mathbf {b} )=c_{1}c_{2}(\mathbf {a} \cdot \mathbf {b} ).}

## Nocions relacionades
En analogia amb el cas de l'espai euclidià canònic en {\displaystyle \mathbb {R} ^{n}} descrit anteriorment, té sentit definir angle, mòdul, etc. en espais vectorials euclidians reals i complexos.

### Angle i mòdul
Si {\displaystyle u\in E} és un vector, es defineix el seu mòdul com {\displaystyle {\sqrt {\langle u,u\rangle }}} i es denota per {\displaystyle |u|} ó {\displaystyle ||u||}. En contextos físics també s'utilitza {\displaystyle u} per denotar el mòdul del vector {\displaystyle {\vec {u}}}.
És una conseqüència de la definició positiva de {\displaystyle \langle -,-\rangle } que el mòdul és sempre no-negatiu, i que un vector té mòdul nul si, i només si, és el vector zero. Es diu que un vector és unitari si té mòdul 1.
L'angle entre dos vectors {\displaystyle u,v\in E} es defineix com l'arccosinus de la quantitat
{\displaystyle {\frac {\langle u,v\rangle }{|u|\cdot |v|}}.}
Això està ben definit perquè la desigualtat de Cauchy-Schwarz garanteix que el quocient està en {\displaystyle [-1,1]}.
Es diu que dos vectors no-nuls {\displaystyle u,v\in E\setminus \{0\}} són ortogonals si el seu angle és de {\displaystyle \pm 90} graus o, equivalentment, si {\displaystyle \langle u,v\rangle =0}. També s'utilitza el terme "perpendicular" per referir-se al mateix.
Cal fer notar que el concepte d'angle només té sentit en el cas real, mentre que la definició de perpendicularitat continua sent vàlida en el cas complex.

### Producte vectorial
Sigui {\displaystyle E} un espai vectorial euclidià real de dimensió 3. S'hi pot definir el producte vectorial, que és una operació {\displaystyle \times :E\times E\to E} bilineal. Explícitament, donats dos vectors {\displaystyle u,v\in E\setminus \{0\}}, es defineix {\displaystyle u\times v} com l'únic vector {\displaystyle w\in E} que és perpendicular tant a {\displaystyle u} com a {\displaystyle v}, amb la direcció donada per la regla de la mà dreta, i d'un mòdul igual a l'àrea del paral·lelogram que formen {\displaystyle u} i {\displaystyle v}. Si {\displaystyle u=0} ó {\displaystyle v=0}, aleshores el producte vectorial és zero.
També s'utilitza la notació {\displaystyle u\land v} pel producte vectorial.

### Producte triple
Hi ha dues operacions ternàries que impliquen el producte escalar i el producte vectorial.
Es defineix el producte escalar triple (o producte mixt) de tres vectors com
{\displaystyle \mathbf {a} \cdot (\mathbf {b} \times \mathbf {c} )=\mathbf {b} \cdot (\mathbf {c} \times \mathbf {a} )=\mathbf {c} \cdot (\mathbf {a} \times \mathbf {b} ).}
El seu valor és el determinant de la matriu les columnes de les quals són les coordenades cartesianes dels tres vectors. És el volum amb signe del paral·lelepípede definit pels tres vectors, i és isomòrfic al cas particular tridimensional del producte exterior dels tres vectors.
El producte vectorial triple és definit com
{\displaystyle \mathbf {a} \times (\mathbf {b} \times \mathbf {c} )=(\mathbf {a} \cdot \mathbf {c} )\,\mathbf {b} -(\mathbf {a} \cdot \mathbf {b} )\,\mathbf {c} .}
Aquesta identitat, també coneguda com la fórmula de Lagrange, es pot recordar com "ACB menys ABC", tenint en compte quins vectors es multipliquen primer. Aquesta fórmula té aplicacions en la simplificació de càlculs en física.

## Identitats
Si {\displaystyle E} és un espai vectorial real i {\displaystyle \langle -,-\rangle } és un producte escalar en {\displaystyle E}, hi ha un seguit d'identitats popularment conegudes, com per exemple el teorema de Pitàgores o la regla del paral·lelogram, que segueixen sent certes si s'interpreten degudament.

### Teorema de Pitàgores
Clàssicament, el teorema de Pitàgores diu que, si tenim un triangle rectangle amb catets de longitud {\displaystyle a} i {\displaystyle b}, i amb hipotenusa de longitud {\displaystyle c}, aleshores se satisfà que {\displaystyle a^{2}+b^{2}=c^{2}}.
Tot parell de vectors {\displaystyle u} i {\displaystyle v} en {\displaystyle (E,\langle -,-\rangle )} determinen un triangle de vèrtexs {\displaystyle 0}, {\displaystyle u} i {\displaystyle v}. És un triangle rectangle si, i només si, {\displaystyle u} i {\displaystyle v} són perpendiculars, és a dir, {\displaystyle \langle u,v\rangle =0}. En aquest cas, les longituds dels catets són {\displaystyle |u|} i {\displaystyle |v|}, i la longitud de la hipotenusa és {\displaystyle |u-v|}.
El teorema de Pitàgores, per tant, és equivalent al següent enunciat: Si {\displaystyle u,v\in E} són perpendiculars, aleshores {\displaystyle |u|^{2}+|v|^{2}=|u-v|^{2}}.
La demostració és la següent:
{\displaystyle |u-v|^{2}=\langle u-v,u-v\rangle =\langle u,u\rangle +\langle v,v\rangle -2\langle u,v\rangle =|u|^{2}+|v|^{2},}
on en la darrera igualtat s'utilitza que {\displaystyle \langle u,v\rangle =0} en ser {\displaystyle u} i {\displaystyle v} perpendiculars.

### Desigualtat de Cauchy-Schwarz
La desigualtat de Cauchy-Schwarz (també anomenada desigualtat de Schwarz) estableix que, donats dos vectors {\displaystyle u,v\in E}, sempre se satisfà que
{\displaystyle |\langle u,v\rangle |\leq |u|\cdot |v|}.
Cal no confondre la notació, ja que s'utilitzen les barres verticals per denotar dues coses diferents. A l'esquerra de la desigualtat, {\displaystyle \langle u,v\rangle } és un nombre real, així que les barres verticals denoten el seu valor absolut. En canvi, a la dreta de la desigualtat, com que tant {\displaystyle u} com {\displaystyle v} són vectors, les barres verticals en denoten el mòdul.
Per exemple, la desigualtat de Cauchy-Schwarz per {\displaystyle \mathbb {R} ^{n}} amb el producte euclidià estàndard implica que, per cada {\displaystyle x_{1},\dots ,x_{n},y_{1},\dots ,y_{n}\in \mathbb {R} },
{\displaystyle \left\vert \sum _{i=1}^{n}x_{i}y_{i}\right\vert \leq {\sqrt {\sum _{i=1}^{n}x_{i}^{2}}}\cdot {\sqrt {\sum _{i=1}^{n}y_{i}^{2}}}.}
Per altra banda, la desigualtat de Cauchy-Schwarz aplicada a l'espai de funcions contínues definides en {\displaystyle [a,b]} que prenen valors reals, i amb producte escalar
{\displaystyle \langle f,g\rangle :=\int _{a}^{b}f(x)g(x)dx,}
implica que, per cada parell de funcions contínues {\displaystyle f,g:[a,b]\to \mathbb {R} }, es té la següent desigualtat:
{\displaystyle \int _{a}^{b}f(x)g(x)dx\leq {\sqrt {\int _{a}^{b}f(x)^{2}dx}}\cdot {\sqrt {\int _{a}^{b}g(x)^{2}dx}}.}

## Generalitzacions

### Vectors complexos
Per vectors amb entrades complexes, utilitzar la definició prèvia del producte escalar donaria lloc a propietats certament diferents. Per exemple, el producte escalar d'un vector amb ell mateix podria ser zero sense que el vector fos el vector zero (per exemple, això passaria amb el vector {\displaystyle \mathbf {a} =[1\ i]}). Això, alhora tindria conseqüències en les nocions de longitud o d'angle. Propietats com la norma definida positiva poden salvaguardar-se a canvi de perdre les propietats de simetria i bilinealitat del producte escalar, a partir de les definicions alternatives
{\displaystyle \mathbf {a} \cdot \mathbf {b} =\sum _{i}{{a_{i}}\,{\overline {b_{i}}}},}
on {\displaystyle {\overline {b_{i}}}} és el complex conjugat de {\displaystyle b_{i}}. Quan es representen els vectors en format columna, es pot expressar el producte escalar com un producte matricial amb la transposada conjugada, denotada amb el superíndex H:
{\displaystyle \mathbf {a} \cdot \mathbf {b} =\mathbf {b} ^{\mathsf {H}}\mathbf {a} .}
En el cas ed vectors amb components reals, aquesta definició és la mateixa que en el cas real. El producte escalar de qualsevol vector amb ell mateix és un nombre real no negatiu, i és diferent a zero excepte pel vector zero. Tanmateix, el producte escalar complex és sesquilineal en lloc de bilineal, ja que és lineal conjugat i no lineal en {\displaystyle \mathbf {a} }. El producte escalar no és simètric, ja que
{\displaystyle \mathbf {a} \cdot \mathbf {b} ={\overline {\mathbf {b} \cdot \mathbf {a} }}.}
L'angle entre dos vectors complexos ve donat per
{\displaystyle \cos \theta ={\frac {\operatorname {Re} (\mathbf {a} \cdot \mathbf {b} )}{\left\|\mathbf {a} \right\|\,\left\|\mathbf {b} \right\|}}.}
El producte escalar complex dona lloc a les nocions de forma hermítica i espais prehilbertians generals, que s'utilitzen àmplicament en les matemàtiques i la física.
El producte escalar propi d'un vector complex {\displaystyle \mathbf {a} \cdot \mathbf {a} =\mathbf {a} ^{\mathsf {H}}\mathbf {a} }, que inclou el transposat conjugat d'un vector fila, també rep el nom de norma al quadrat, {\displaystyle \mathbf {a} \cdot \mathbf {a} =\|\mathbf {a} \|^{2}}, usant la norma euclidiana; és una generalització vectorial del quadrat absolut d'un escalar complex

### Espais prehilbertians
El producte escalar es pot generalitzar a espais vectorials abstractes sobre el cos dels escalars, ja sigui el cos dels nombres reals {\displaystyle \mathbb {R} } o el cos dels nombres complexes {\displaystyle \mathbb {C} }. Normalment es denotan utilitzant claudàtors angulars {\displaystyle \left\langle \mathbf {a} \,,\mathbf {b} \right\rangle }.
El producte escalar de dos vectors sobre el cos dels nombres complexos és, en general, un nombre complex, i és sesquilineal en lloc de bilineal. Un espai prehilbert és un espai vectorial normat, i el producte esclar d'un vector amb ell mateix és real i definit positiu.

### Funcions
Es defineix el productes escalar per vectors que tenen un nombre finit d'entrades. Per tant, aquests vectors es poden considerar funcions discretes: un vector {\displaystyle u} de longitud {\displaystyle n} és, llavors, una funció amb domini {\displaystyle \{k\in \mathbb {N} :1\leq k\leq n\}}, i {\displaystyle u_{i}} és una notació per a la imatge de {\displaystyle i} de la funció/vector {\displaystyle u}.
Es pot generalitzar aquesta noció a funcions contínues: així com el producte escalar utilitza un sumatori en les components corresponents, el producte escalar en matrius es defineix com la integral en un cert interval [a, b]:
{\displaystyle \left\langle u,v\right\rangle =\int _{a}^{b}u(x)v(x)\,dx}
Generalitzant encara més a funcions complexes {\displaystyle \psi (x)} i {\displaystyle \chi (x)}, en analogia amb el producte escalar definit més amunt, s'obté
{\displaystyle \left\langle \psi ,\chi \right\rangle =\int _{a}^{b}\psi (x){\overline {\chi (x)}}dx.}

### Funció ponderada
Els productes escalars poden tenir una funció de pes (és a dir una funció que pondera cada terme del productes escalar amb un valor). Explícitament, el producte escalar de les funcions {\displaystyle u(x)} i {\displaystyle v(x)} respecte la funció de pes {\displaystyle r(x)>0} és
{\displaystyle \left\langle u,v\right\rangle _{r}=\int _{a}^{b}r(x)u(x)v(x)\,dx.}

### Diàdics i matrius
Un producte escalar doble per matrius és el producte escalar de Frobenius, que és anàleg al producte escalar en vectors. Es defineix com la suma dels productes de les components corresponents de les dues matrius {\displaystyle \mathbf {A} } i {\displaystyle \mathbf {B} } de mateixa mida:
{\displaystyle \mathbf {A} :\mathbf {B} =\sum _{i}\sum _{j}A_{ij}{\overline {B_{ij}}}=\operatorname {tr} (\mathbf {B} ^{\mathsf {H}}\mathbf {A} )=\operatorname {tr} (\mathbf {A} \mathbf {B} ^{\mathsf {H}}).}
I per matrius reals,
{\displaystyle \mathbf {A} :\mathbf {B} =\sum _{i}\sum _{j}A_{ij}B_{ij}=\operatorname {tr} (\mathbf {B} ^{\mathsf {T}}\mathbf {A} )=\operatorname {tr} (\mathbf {A} \mathbf {B} ^{\mathsf {T}})=\operatorname {tr} (\mathbf {A} ^{\mathsf {T}}\mathbf {B} )=\operatorname {tr} (\mathbf {B} \mathbf {A} ^{\mathsf {T}}).}
Si s'ecriu una matriu com a diàdic, es pot definir un producte escalar doble diferent, tanmateix no és un producte escalar com a tal.

### Tensors
El producte escalar entre un tensor d'ordre {\displaystyle n} i un tensor d'ordre {\displaystyle m} és un tensor d'ordre {\displaystyle n+m-2}.